# عليا (القطن)
عليا هي إحدى قرى عزلة القطن بمديرية القطن التابعة لمحافظة حضرموت، بلغ تعداد سكانها 112 نسمة حسب تعداد اليمن لعام 2004.

تعديل مصدري - تعديل